# Leucospermum tottum
Leucospermum tottum är en tvåhjärtbladig växtart som först beskrevs av Carl von Linné, och fick sitt nu gällande namn av Robert Brown. Leucospermum tottum ingår i släktet Leucospermum och familjen Proteaceae. Inga underarter finns listade i Catalogue of Life.